# Archaeological Survey of Ireland

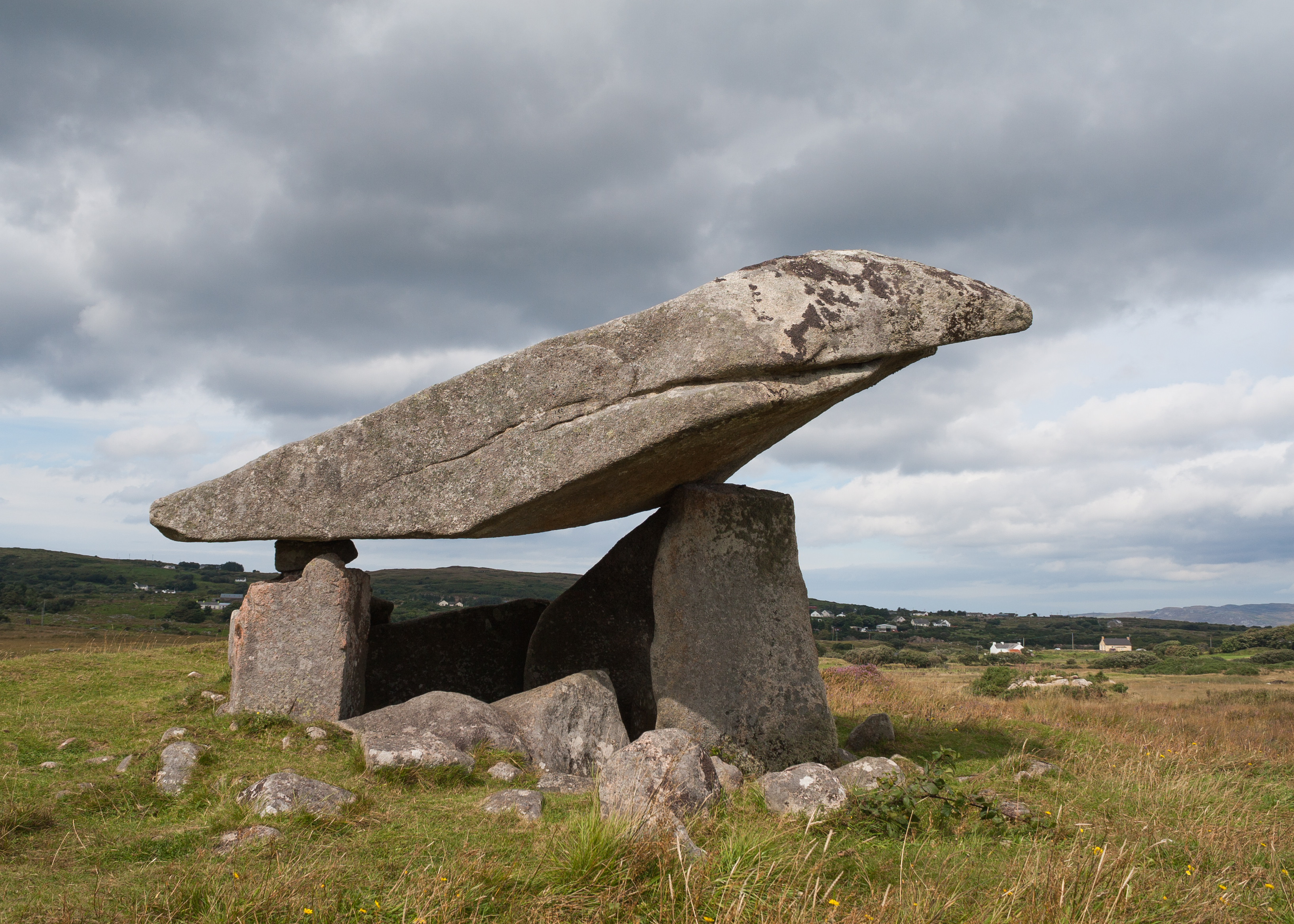
Portal Tomb von Kilclooney More, County Donegal, im Archaeological Survey of Ireland unter der Nummer „DG073-004----“ erfasst.

Der Archaeological Survey of Ireland ist eine Abteilung des National Monuments Service, die dem Ministerium für Wohnungswesen, Kommunalverwaltung und Kulturerbe der irischen Regierung untersteht. Die Abteilung verwaltet eine Datenbank aller bekannten archäologischen Bau- und Bodendenkmäler Irlands aus der Zeit von vor 1700 mit nur wenigen ausgewählten Denkmälern aus der Zeit danach. Die Datenbank enthält mehr als 138.000 Einträge zu archäologischen Denkmälern.
Der Archaeological Survey of Ireland wurde zuerst 1930 durch den Rat für nationale Denkmäler (National Monuments Advisory Council) gegründet, der 1930 durch den National Monuments Act eingerichtet wurde. 1933 wurde ein zentrales Archiv unter Leitung des Inspektors für nationale Denkmäler, Harold G. Leask, eingerichtet, um publizierte Materialien zu allen archäologischen Bau- und Bodendenkmälern zu sammeln. Nach dem 1963 erfolgten Neustart des Archaeological Survey of Ireland wurde 1965 mit der Prospektion der archäologischen Denkmäler in County Louth begonnen. 1982 begann die Zusammenstellung des Sites and Monuments Record (SMR) mit für jeden County geführten Listen, die zunächst 1992 abgeschlossen wurden und 1994 über den National Monuments (Amendment) Act zur gesetzlichen Grundlage des Record of Monuments and Places (RMP) wurden. Diese bestanden aus kurzen per County geführten Listen und zugehörigen Karten.
1982 erfolgte der Beschluss des Office of Public Works, eine Buchreihe mit archäologischen Bestandsaufnahmen zu veröffentlichen, die alle bekannten archäologischen Denkmäler mit recht kurzen Zusammenfassungen auflisten sollte. Damit war die Hoffnung verbunden, dass durch den verbesserten Bekanntheitsgrad die Denkmäler besser vor der zunehmenden Zerstörung geschützt werden. Die Buchreihe wurde 1986 mit einem Band für den County Louth eröffnet. Insgesamt wurden bislang 21 Bände veröffentlicht, die zumindest teilweise 16 der 26 traditionellen Countys der irischen Republik abdecken. Es war angedacht, in einer weiteren Phase eine Bandreihe mit ausführlicheren Beschreibungen zu veröffentlichen, aber bislang wurde nur ein einziger solcher Band für den County Louth 1989 veröffentlicht, der die entsprechenden Ansätze zweier Bände übernahm, die zuvor für zwei Countys in Ulster, Down und Donegal, veröffentlicht worden sind.
Der SMR-Datensatz ist zugänglich über eine Webanwendung (Historic Environment Viewer), bei der auch die Daten des National Inventory of Architectural Heritage (NIAH) integriert sind mit Denkmälern aus der Zeit ab 1700. Der Datensatz wurde unter der Lizenz Creative Commons Namensnennung 4.0 freigegeben. Dies schließt aber nicht die Materialien Dritter ein wie insbesondere die Karten des Ordnance Survey Ireland.